# 逆木圭一郎
逆木 圭一郎（さかぎ けいいちろう、1959年7月1日 - ）は、日本の俳優、声優。劇団☆新感線所属。福岡県福岡市出身。和光大学経済学部中途退学。在学中は映画研究会に所属していた。血液型はB型。身長160cm。

## 出演

### テレビドラマ
- 『遠山の金さん』（ANB）
- 『嗚呼!バラ色の珍生!!』（NTV）
- 『お天気お姉さん』（ANB）
- 水曜ドラマ『飛ぶ男』（NHK）
- 『米将軍』（TX）
- 連続テレビ小説『走らんか!』（NHK）
- 連続テレビ小説 『あすか』（NHK）
- 『恋の片道切符』（NTV）
- 『スタアの恋』（CX）
- 『徳川綱吉 イヌと呼ばれた男』（CX）

### 映画
- 『恋は舞い降りた』
- 『菊次郎の夏』（1999年） - 浅草の人達 役
- 『さくや妖怪伝』
- 『跋扈妖怪伝〜牙吉』
- 『ナニワ金融道　灰原勝負!起死回生のおとしまえ!!』

### CM
- ダイハツ 「ダイハツカフェプロジェクト」
  - 『カフェプロジェクト会議篇』（2006年4月 - ）　- 店長 役（中塚未乃、松浦和香子、中川愛彩、亀村隆広、加藤亜矢子、須田邦裕らと共演）
  - 『カフェプロジェクト ロールプレイング篇』（2006年9月 - ）    - 店長 役

### 舞台

#### 劇団☆新感線
- 『宇宙防衛軍ヒデマロ』シリーズ
- 『スサノオ』
- 『阿修羅城の瞳』
- 『仮名絵本西遊記』
- 『髑髏城の七人』
- 『LOST SEVEN』
- 『直撃!ドラゴンロック』シリーズ
- 『野獣郎見参!』
- 『アテルイ』
- 『七芒星』
- 『犬夜叉』
- 『花の紅天狗』
- 『レッツゴー!忍法帖』
- 『荒神〜AraJinn〜』
- 『吉原御免状』
- 『薔薇とサムライ2 ー海賊女王の帰還ー』
- 『天號星』[1]
- 『バサラオ』[2]
- 『爆烈忠臣蔵〜桜吹雪 THUNDERSTRUCK』[3]

#### その他の公演
- 『日本三文オペラ』（F.W.F.大テント興業）
- ミュージカル『西鶴』
- 『OPPEKEPE』（朝日新聞創刊120周年記念公演）
- 『いつわりとクロワッサン』（G2プロデュース、紀伊国屋サザンシアター）
- 『熱海殺人事件』（松竹株式会社、サンシャイン劇場）
- 『我らジャンヌ〜少女聖戦歌劇〜』（ゲキハロ第13回公演、サンシャイン劇場）
- 『今ひとたびの修羅』（シスカンパニー公演、国立中劇場）

### ゲーム
- 餓狼伝説スペシャル（タン・フー・ルー）
- ザ・キング・オブ・ファイターズシリーズ（草薙柴舟（『'98』『2000』『Neowave』））
- 武力 〜BURIKI ONE〜（宋玄道）

### ドラマCD
- 風光る（芹沢鴨）